# Айра (Каґосіма)

А́йра (яп. 姶良市, あいらし, МФА: [ai̯ɾa ɕi̥]?) — місто в Японії, в префектурі Каґошіма. Розташоване в центральній частині префектури, на узбережжі Каґошімської затоки.   Виникло на основі містечок Камо, Айра та Каджікі. Отримало статус міста 2010 року. Площа становить 231,32 км². Станом на 1 липня 2012 року населення складало 75 109  осіб, густота населення — 325 осіб/км².  Основою економіки є сільське господарство, рибальство.   